# Quarry Bay (tunnelbanestation)
Quarry Bay är en tunnelbanestation i Quarry Bay, Östra Hongkongön i Hongkong. Quarry Bay Station var den djupast belägna MTR-stationen före 2014, så man kan inte inträda stationen 7 minuter (5 minuter vid andra stationer) innan sista tåget avgår.

## Linjer
Island Line
Tseung Kwan O-linjen

## Stationsstruktur
| UP | Spår Island Line till Chai Wan Mittperrong (Dörrer öppnar på högern) Spår Island Line till Centralen |

| UP | Spår Island Line till Chai Wan Mittperrong (Dörrer öppnar på högern) Spår Island Line till Sheung Wan |

| UP | Spår Island Line till Chai Wan Mittperrong (Dörrer öppnar på högern) Spår Island Line till Sheung Wan           |
| LP | Spår Kwun Tong-linjen till Yau Ma Tei Mittperrong (Dörrer öppnar på högern) Spår Kwun Tong-linjen (Slutstation) |

| UP | Spår Island Line till Chai Wan Mittperrong (Dörrer öppnar på högern) Spår Island Line till Sheung Wan              |
| LP | Spår Kwun Tong-linjen till Yau Ma Tei Mittperrong (Dörrer öppnar på högern) Spår Kwun Tong-linjen till North Point |

| UP | Spår Island Line till Chai Wan Mittperrong (Dörrer öppnar på högern) Spår Island Line till Sheung Wan                  |
| LP | Spår Tseung Kwan O-linjen till Po Lam Mittperrong (Dörrer öppnar på högern) Spår Tseung Kwan O-linjen till North Point |

| UP | Spår Island Line till Chai Wan Mittperrong (Dörrer öppnar på högern) Spår Island Line till Sheung Wan                             |
| LP | Spår Tseung Kwan O-linjen till Po Lam/LOHAS Park Mittperrong (Dörrer öppnar på högern) Spår Tseung Kwan O-linjen till North Point |

### 2014-
| M  | Utgång B |
| G  | Östra entréhall, affärer, utgång A                                                                                                |
| LC | Västra entréhall, affärer, utgång C                                                                                               |
| UP | Spår Island Line till Chai Wan Mittperrong (Dörrer öppnar på högern) Spår Island Line till Kennedy Town                           |
| LP | Spår Tseung Kwan O-linjen till Po Lam/LOHAS Park Mittperrong (Dörrer öppnar på högern) Spår Tseung Kwan O-linjen till North Point |

## Föregående och efterföljande stationer
```
Tseung Kwan O-linjen: 
North Point
 → 
Quarry Bay
 → 
Yau Tong
```

```
Island Line: 
North Point
 → 
Quarry Bay
 → 
Tai Koo
```

## Utgångar
| Kod | Destination   |
| --- | ------------- |
| A   | Taikoo Place  |
| B   | Finnie Street |
| C   | Model Lane    |